# Hầu tước xứ Exeter
Hầu tước xứ Exeter (tiếng Anh: Marquess of Exeter) là một tước hiệu quý tộc đã được tạo ra hai lần. Lần đầu tiên diễn ra vào năm 1525, thuộc Đẳng cấp quý tộc Anh và trao cho Henry Courtenay, Bá tước thứ 2 xứ Devon, nhưng đã bị huỷ bỏ vào năm 1538. Đến tận năm 1801, Hầu tước xứ Exeter mới được tái lập lần 2 để trao cho Lãnh chúa Henry Cecil và tước vị này thuộc về Đẳng cấp quý tộc Vương quốc Liên hiệp Anh.

## Lịch sử
Tước hiệu này chủ yếu liên quan đến gia tộc Cecil, hậu duệ của cận thần Richard Cecil ở Stamford Baron St Martin, Northamptonshire. Con trai duy nhất của ông, William Cecil, là một chính khách nổi tiếng và từng là Ngoại trưởng, Thủ quỹ đại thần và Chưởng ấn đại thần của Vương quốc Anh. Năm 1571, ông được trao tước hiệu Nam tước xứ Burghley, thuộc hạt Northampton, trong Đẳng cấp quý tộc Anh. Con trai của ông với cuộc hôn nhân thứ hai là Robert Cecil, được phong làm Bá tước xứ Salisbury vào năm 1605 và là tổ tiên của các Hầu tước xứ Salisbury. Lãnh chúa Burghley được kế vị bởi con trai của ông từ cuộc hôn nhân đầu tiên với Mary Cheke, Thomas, Nam tước thứ hai. Ông đại diện cho Stamford, Lincolnshire và Northamptonshire trong Hạ viện Anh, từng được bổ nhiệm làm Lord Lieutenant xứ Yorkshire và là Chủ tịch Hội đồng phương Bắc và cũng là một quân nhân xuất sắc. Năm 1605, Thomas Cecil được phong làm Bá tước xứ Exeter thuộc Đẳng cấp quý tộc Anh (cùng ngày người em cùng cha khác mẹ của ông được phong làm Bá tước xứ Salisbury).
Thomas được kế vị bởi con trai cả là William Cecil. Ông từng là Lord Lieutenant của xứ Northamptonshire. Lãnh chúa Exeter đã kết hôn với người vợ đầu tiên Elizabeth, Nữ nam tước thứ 15 xứ Ros. Con trai của họ là William nhận tước vị Nam tước xứ Ros khi mới một tuổi. Tuy nhiên, ông đã chết mà không có con (Nam tước được thừa kế bởi người anh họ Francis Manners, Bá tước thứ 6 xứ Rutland). Lãnh chúa Exeter không có con trai nào khác và được kế vị bởi cháu trai của ông, Bá tước thứ ba. Ông là con trai của Richard Cecil, con trai thứ hai của Bá tước đầu tiên. Ông đại diện cho Peterborough trong Nghị viện ngắn hạn. Con trai của ông, Bá tước thứ tư, là Lord Lieutenant của xứ Northamptonshire. Ông được kế vị bởi con trai mình, Bá tước thứ năm. Ông ấy đã ngồi ở Hạ Viện Anh với tư cách là Thành viên Quốc hội của Northamptonshire.